# Signature Drink

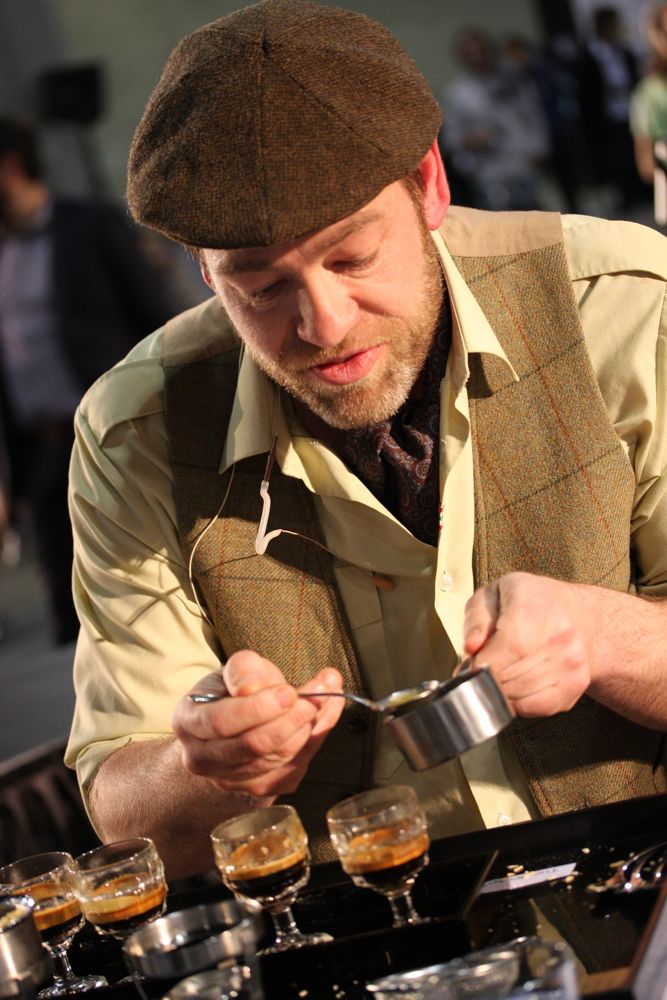
Ein Barista bei der Zubereitung eines Signature Drinks mit Kaffee bei einem Wettbewerb

Ein Signature Drink (von englisch signature = Unterschrift, als Adjektiv: charakteristisch, Drink = Getränk) ist ein Getränk, das aufgrund eines hohen Wiedererkennungswertes als Aushängeschild und zu Werbezwecken für eine Marke, ein Produkt, eine Bar, ein Restaurant, eine Person, einen Ort, eine Region oder eine Veranstaltung verwendet wird. Dabei handelt es sich oft um alkoholhaltige Cocktails oder andere Mixgetränke.
Die Entsprechung zum Begriff Signature Drink für Speisen ist Signature Dish.

## Verwendung
Im deutschsprachigen Raum sind die Bezeichnungen Signature Drink und Signature Cocktail vor allem in Zusammenhang mit Marketingaktivitäten der Gastronomie und der Spirituosenindustrie üblich. Im angelsächsischen Raum ist die Bedeutung etwas weiter: Hier kann sie auch nur im Sinne von „typisches Getränk“ oder „Lieblings-Drink“ verstanden werden oder für eine spezielle Auswahl in der Gastronomie oder auf Veranstaltungen stehen. In den Vereinigten Staaten beispielsweise ist es beliebt, sich für eine Hochzeit Signature Drinks zusammenstellen zu lassen.

## Beispiele

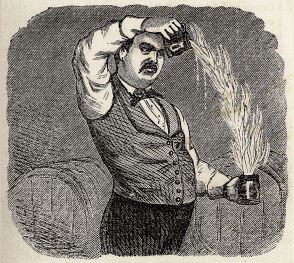
Der Barkeeper Jerry Thomas bei der Zubereitung seines Signature Drinks Blue Blazer (1862)

Viele Spirituosenhersteller bewerben Signature Drinks mit speziellen Zutaten, um den Absatz ihrer Produkte zu fördern. Ein Signature Drink sei „die sogenannte ‚sichtbare Unterschrift‘, die eine Spirituose oder ein anderes Getränk in der Bar hinterläßt,“ so Helmut Adam, Herausgeber der Zeitschrift Mixology, und nennt als erfolgreiche Beispiele im deutschsprachigen Raum die Longdrinks Licor 43 mit Milch, Dark ’n Stormy (Gosling’s Black Seal Rum mit Ginger Beer) oder Hendrick’s Tonic (Gin Tonic mit Hendrick’s Gin und Gurkenscheibe). Weitere Beispiele sind der seit dem ausgehenden 19. Jahrhundert vor allem in Großbritannien beliebte Pimm’s Cup als Signature Drink für den Likör Pimm’s No. 1 und der Cocktail Moscow Mule, der ursprünglich geschaffen wurde, um den Absatz von Smirnoff-Wodka und Ginger Beer zu fördern. Auch die Verbreitung des brasilianischen Cocktails Caipirinha in Deutschland seit den 1980er Jahren ist eng verbunden mit seiner Verwendung als Signature Drink der Cachaça-Marke Pitú. Seit etwa 2005 war die Campari-Gruppe sehr erfolgreich darin, eine Spritz-Variante (Aperol Spritz) als Signature Drink des Likörs Aperol international zu etablieren, laut Mixology ein „wahr gewordener Traum im Märchenland der Getränkeindustrie“. Der Longdrink Paloma (Tequila, Grapefruitlimonade, etwas Limettensaft und Salz) war bereits in Mexiko weit verbreitet, als er Mitte der 1990er Jahre in den Vereinigten Staaten, dem Haupt-Exportmarkt für Tequila, als Signature Drink für Tequila el Jimador beworben wurde, konnte sich aber nicht gegen die Margarita durchsetzen. Auf dem deutschen Markt ist die Paloma seit 2009 ein Signature Drink für Sierra Tequila, dessen Eigentümerin Borco inzwischen auch eine speziell für diesen Drink kreierte Limonade („Paloma Pink Grapefruit Lemonade“) vertreibt.
Ein bekannter Signature Drink für eine Bar ist der Cocktail Singapore Sling, der zu Beginn des 20. Jahrhunderts im Raffles Hotel in Singapur entstanden sein soll und dort in seiner heutigen Form seit den 1930er Jahren serviert wird. Ebenfalls in den 1930er Jahren entstand der Bellini in  Harry’s Bar in Venedig und wird seitdem mit dieser in Verbindung gebracht. Auch einer der weltweit bekanntesten Cocktails, der Daiquiri, gilt als Signature Drink einer Bar und wird in großen Mengen im El Floridita gemixt, die auch Ernest Hemingway regelmäßig frequentierte. Sein persönlicher „Signature Drink“ war allerdings die Variante Hemingway Daiquiri (auch Papa Doble). In Frankfurt war der Signature Drink Brooklyn Lamp aus der (inzwischen geschlossenen) Speakeasy Pinke Bar legendär. Zu Beginn des 21. Jahrhunderts entwickelte sich der 2008 kreierte Gin Basil Smash zum Signature Drink für die im Vorjahr eröffnete Hamburger Bar Le Lion und ist inzwischen weltweit bekannt.
Als Signature Drink eines Barkeepers kann der Blue Blazer Cocktail gesehen werden, dessen kunstvolle Zubereitung eng mit dem im 19. Jahrhundert in den Vereinigten Staaten populären Barkeeper Jerry Thomas verbunden ist.
Beispiele für regionale Signature Drinks sind der Cocktail Aqua de Valencia, der als typisch für die Stadt Valencia gilt, und der Pisco Sour, der gleich von zwei Ländern, Chile und Peru, als Aushängeschild in Anspruch genommen wird.
Zu den Signature Drinks, die eng mit einer Veranstaltung verbunden sind, gehört der Mint Julep. Er wird traditionell beim Kentucky Derby, einem seit 1875 ausgetragenen Pferderennen, konsumiert. Der Legende nach soll bereits dessen Gründer, Meriwether Lewis Clark jun., ein Freund dieses bekannten Cocktail-Klassikers gewesen sein. Seit 1939 wird er offiziell während des Rennens in speziellen Derby-Bechern serviert.
Beispiele für Signature Drinks (in der Reihenfolge der Erwähnung in diesem Abschnitt):

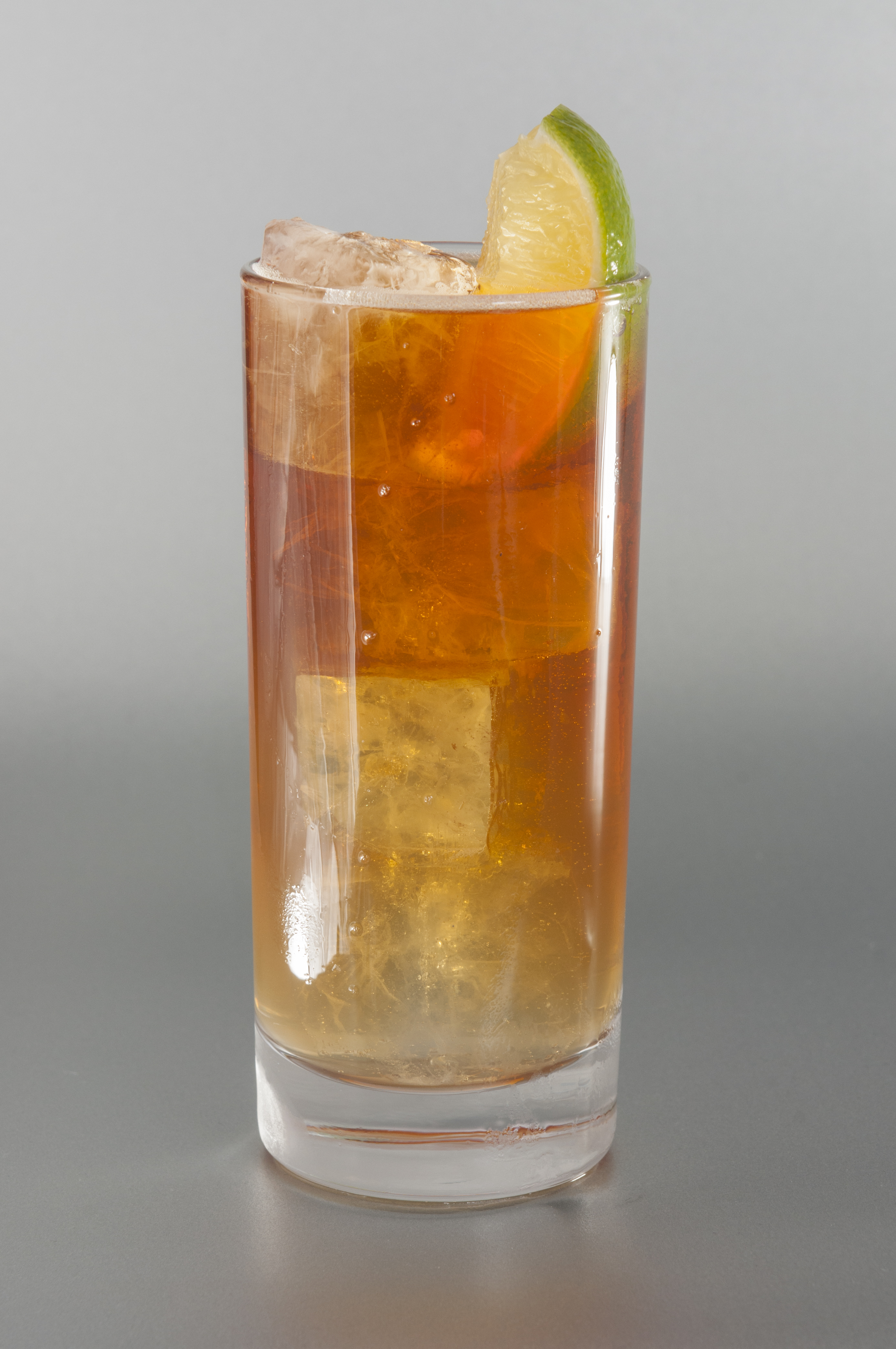
Dark ’n Stormy
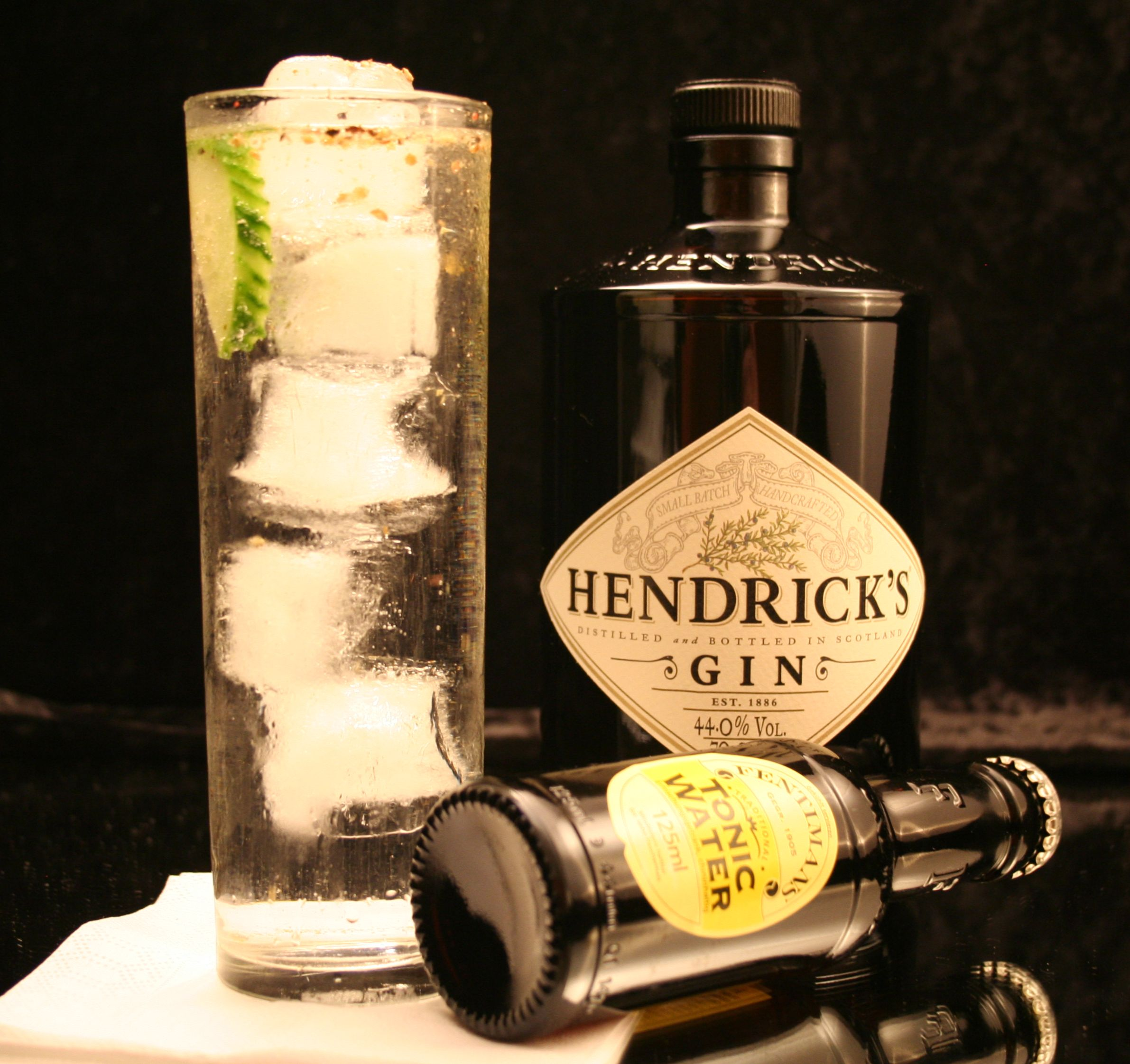
Hendrick’s Tonic
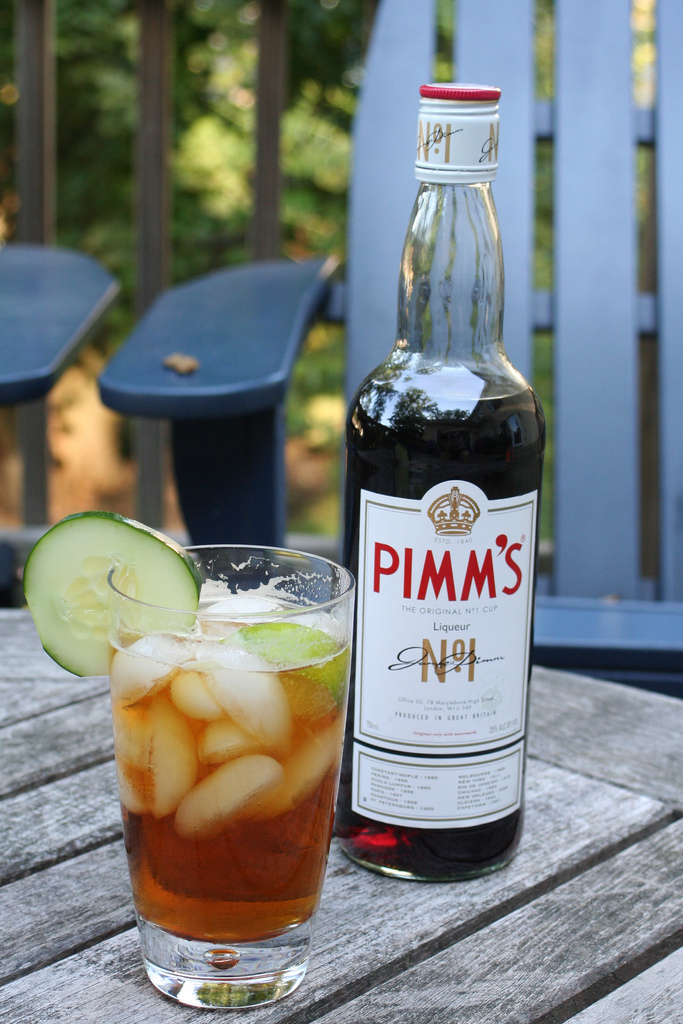
Pimm’s Cup
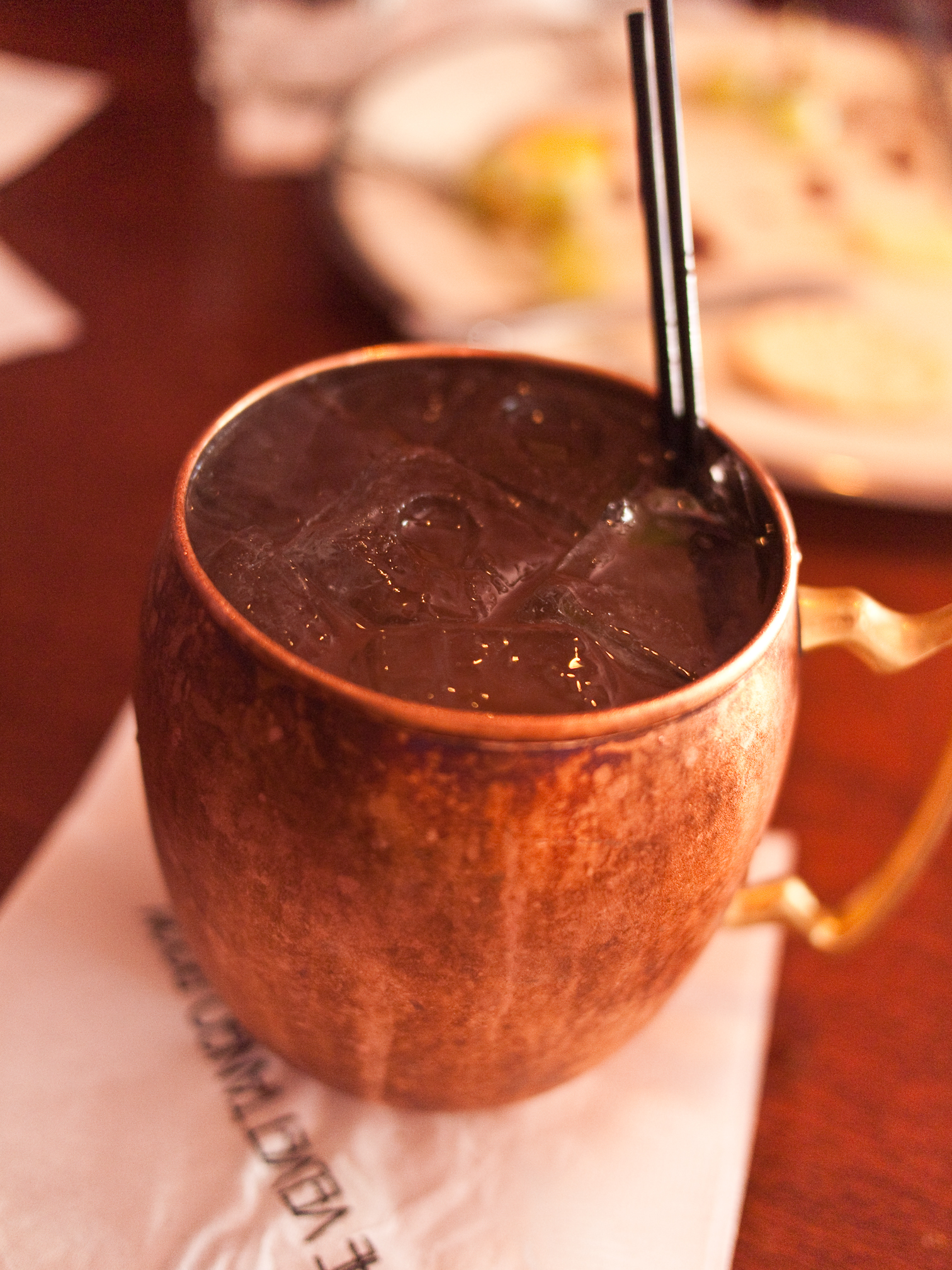
Moscow Mule
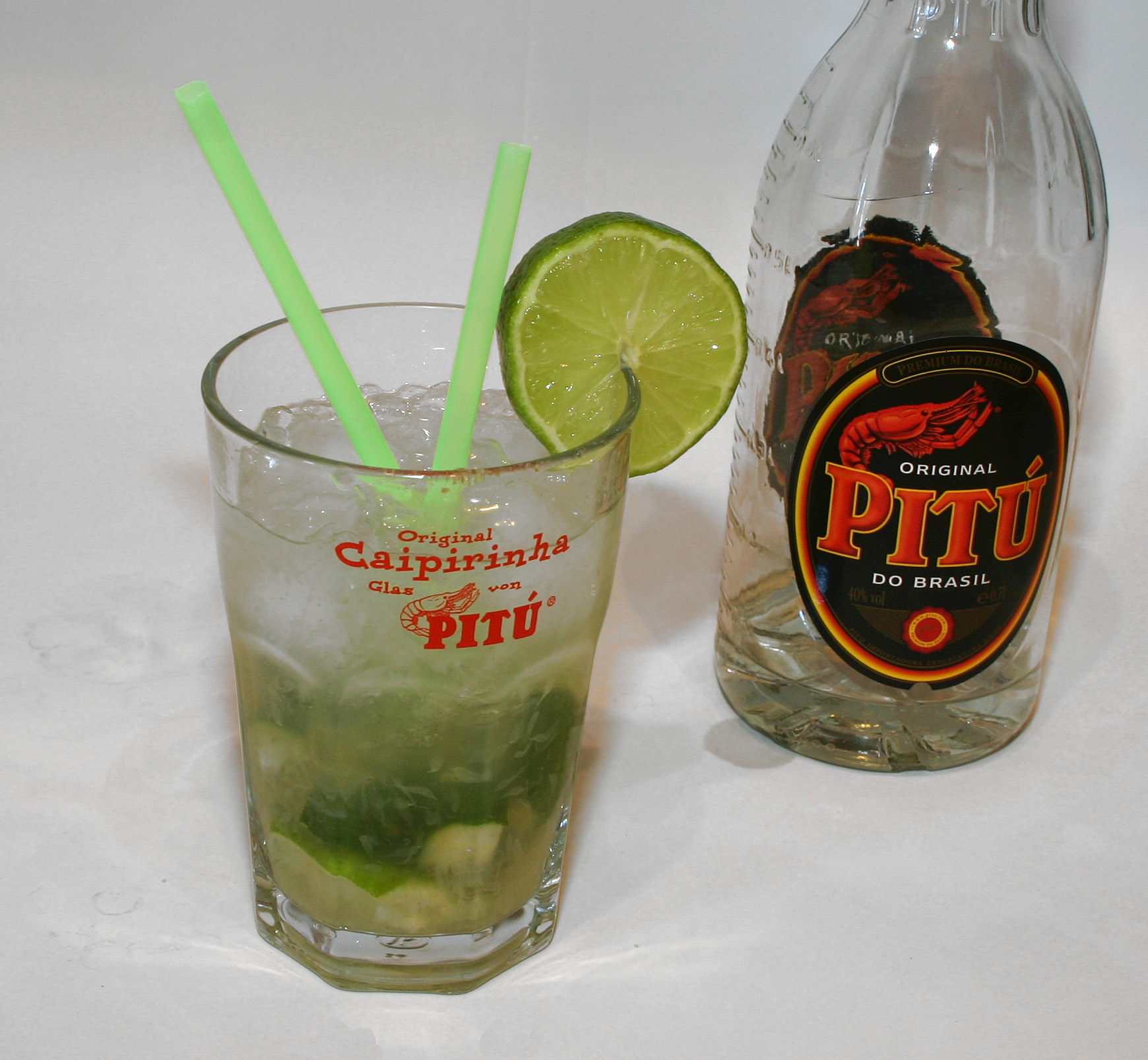
Caipirinha („Pitúrinha“)
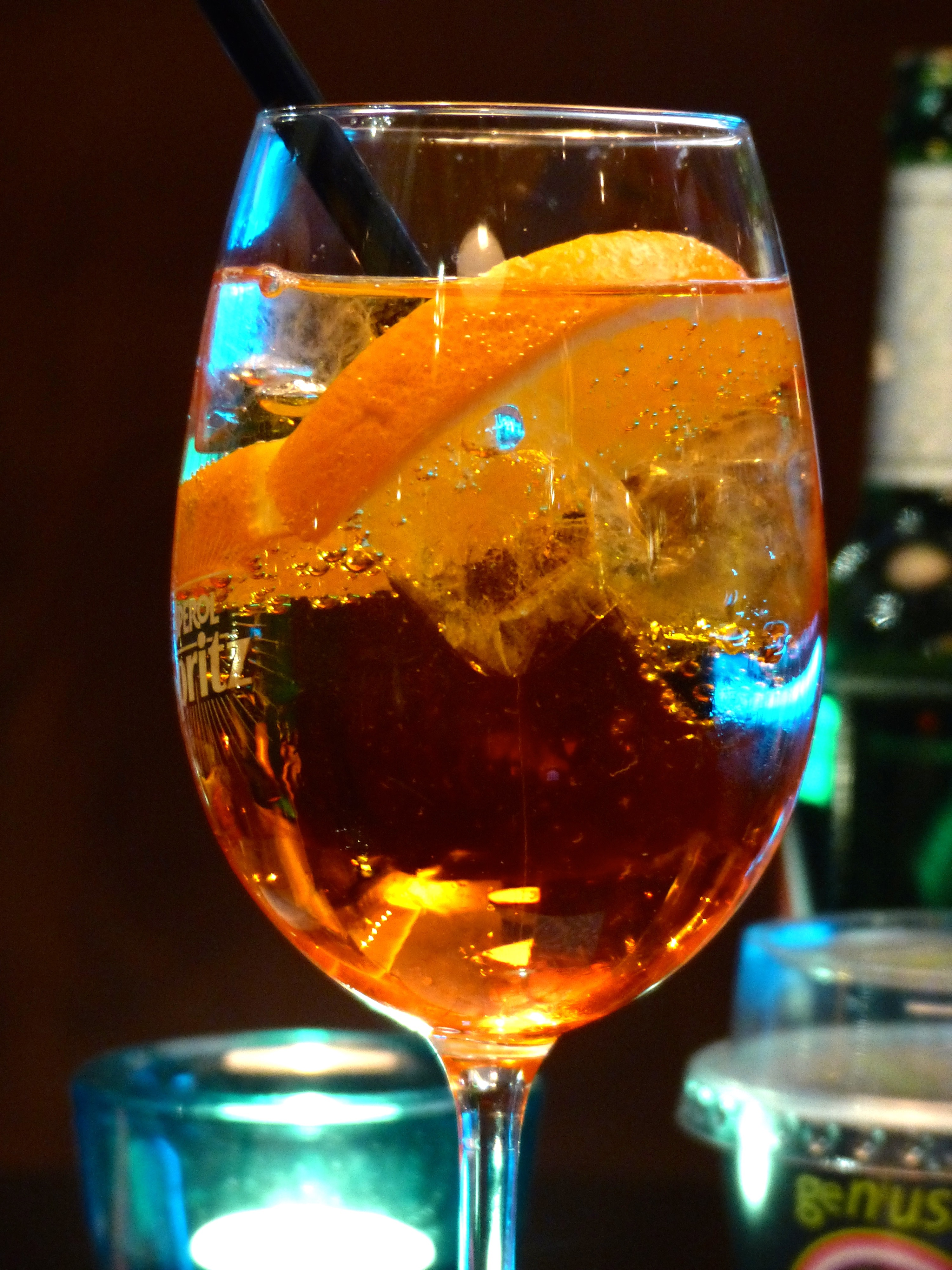
Aperol Spritz
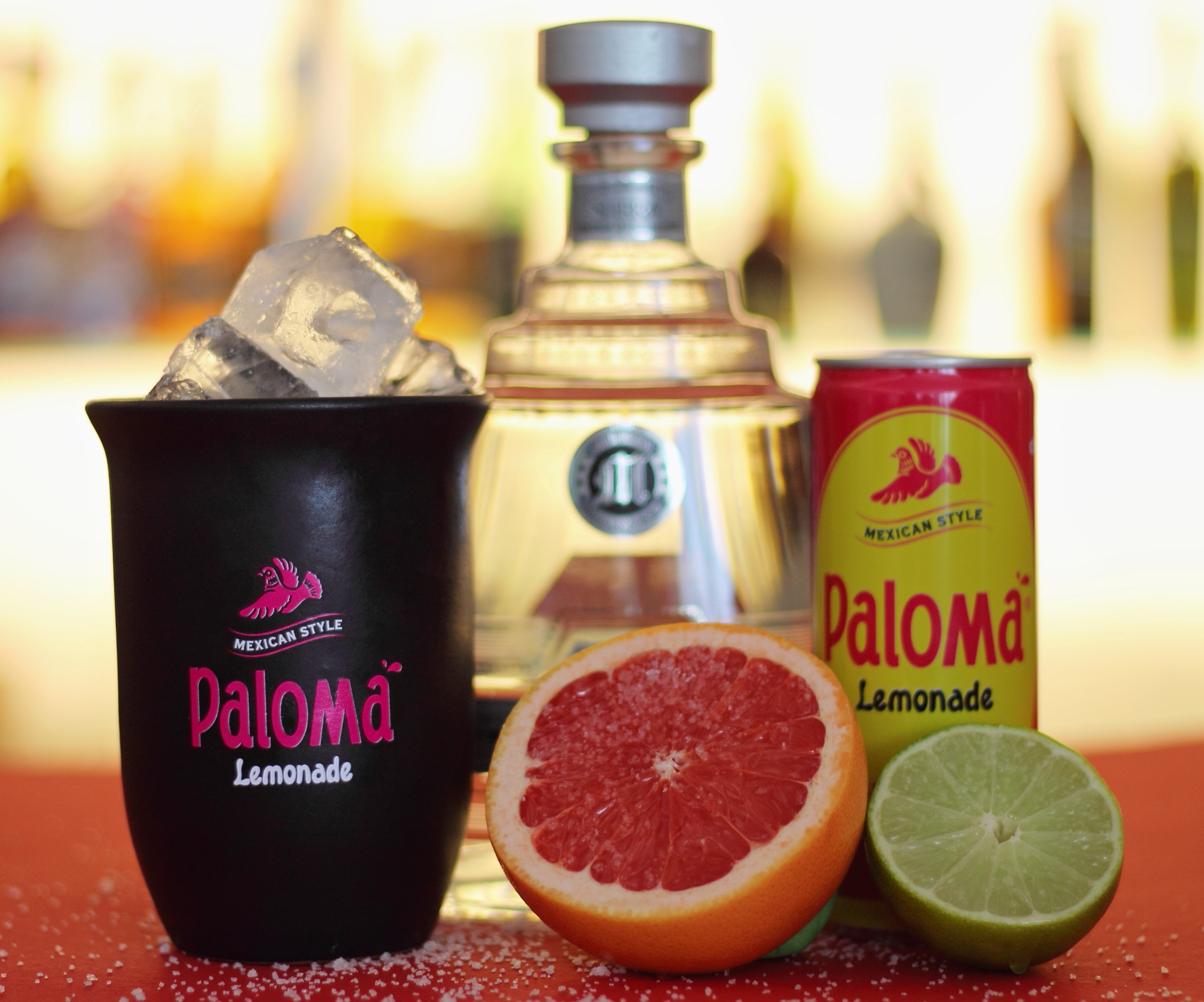
Paloma
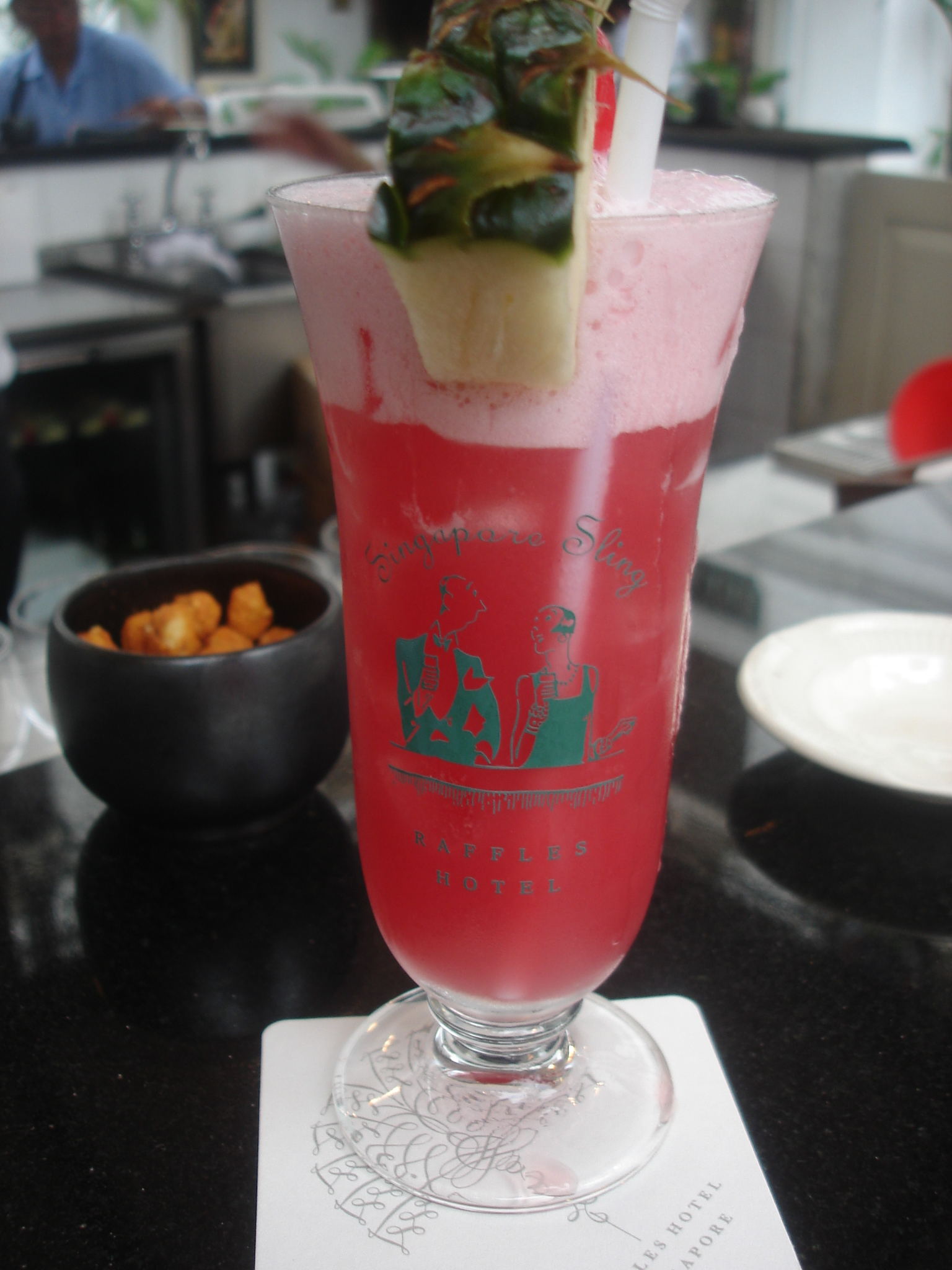
Raffle’s Singapore Sling
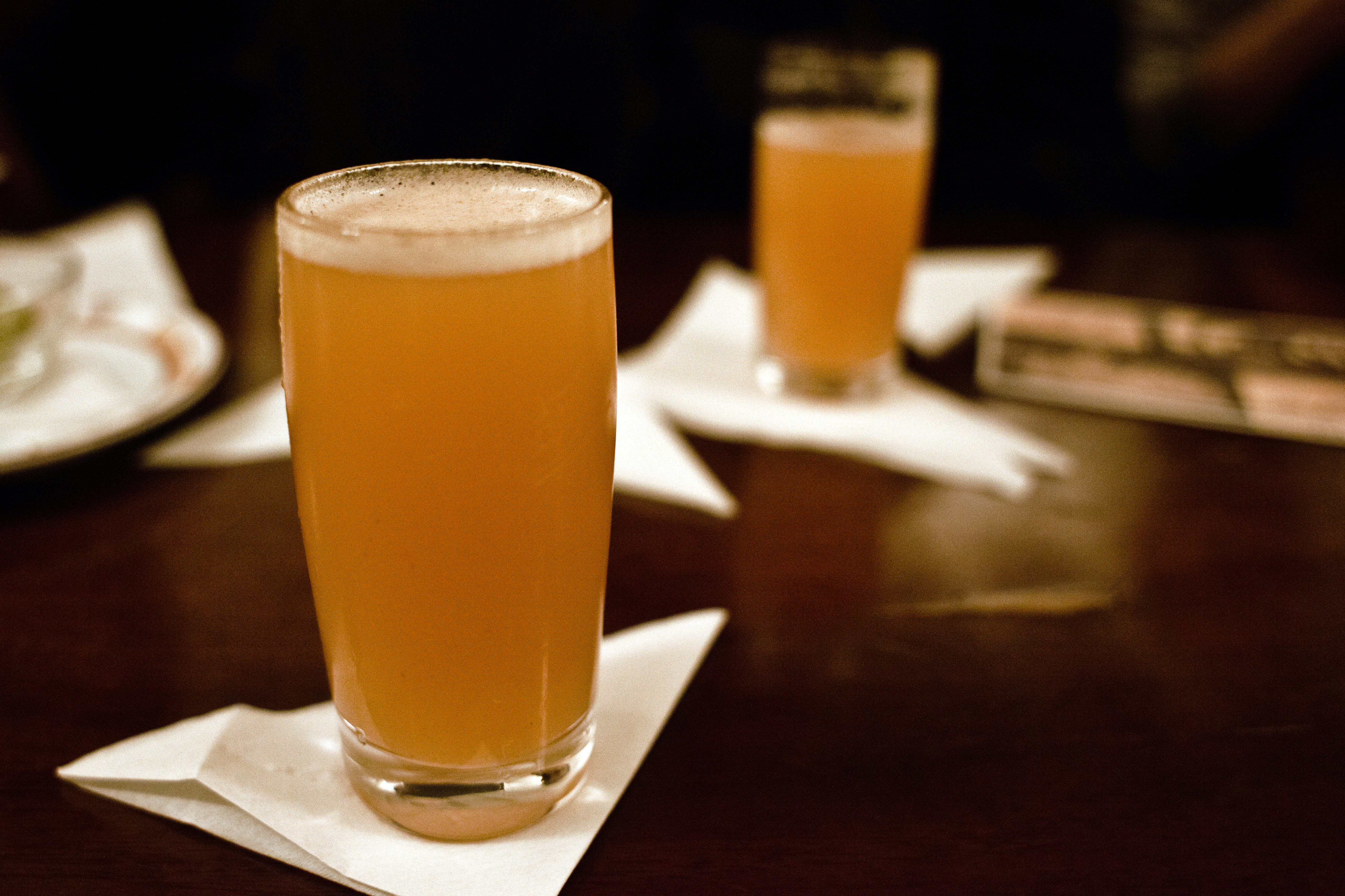
Bellini in Harry’s Bar
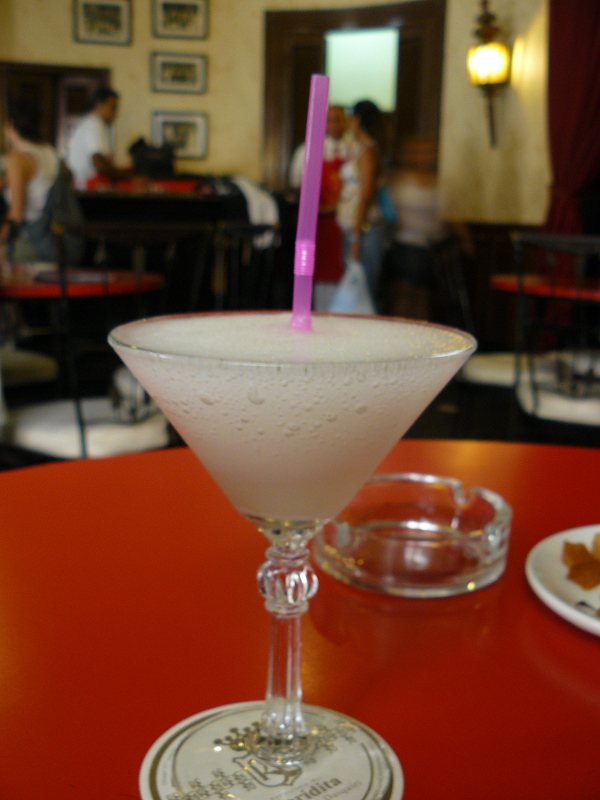
Daiquiri im El Floridita
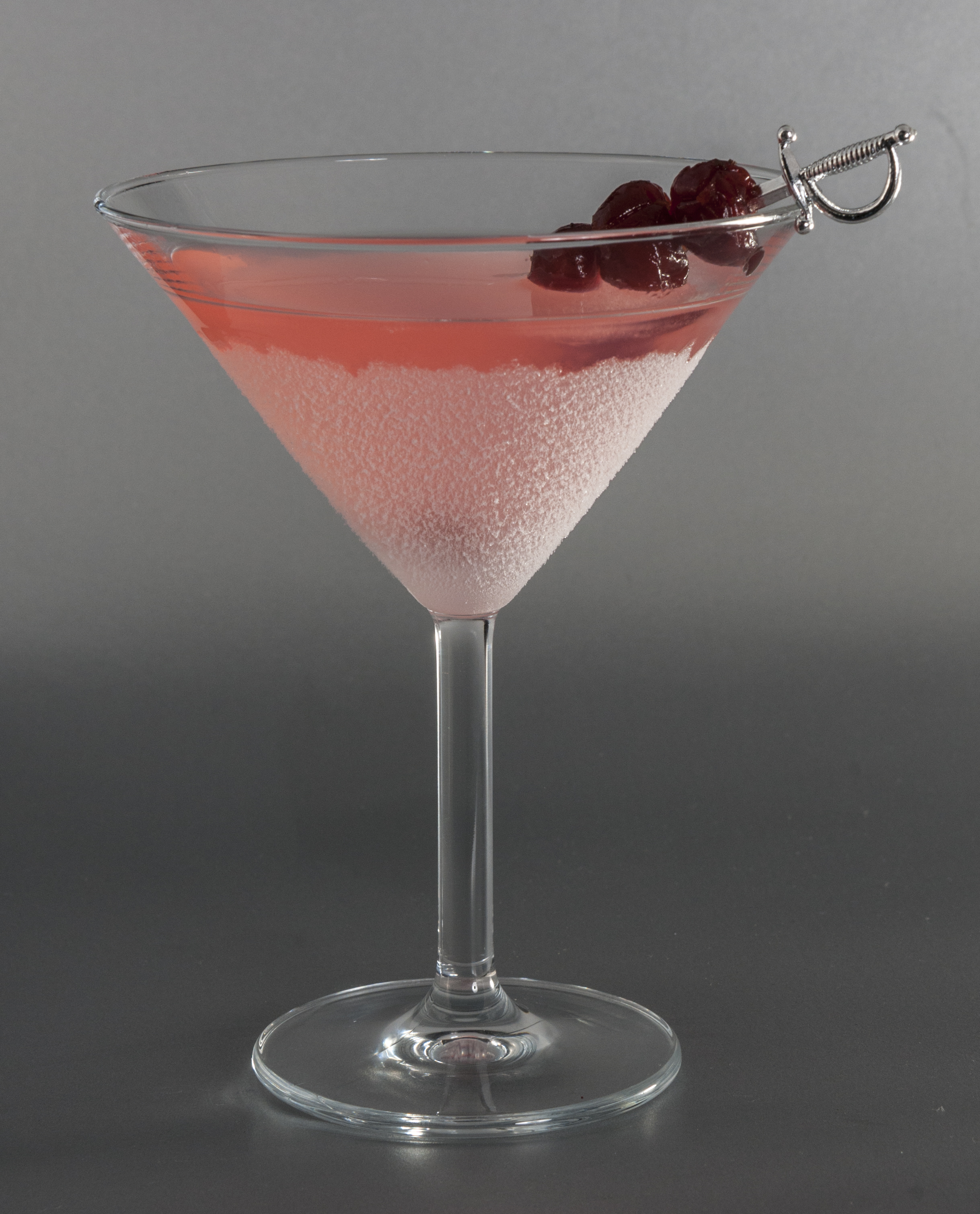
Brooklyn Lamp
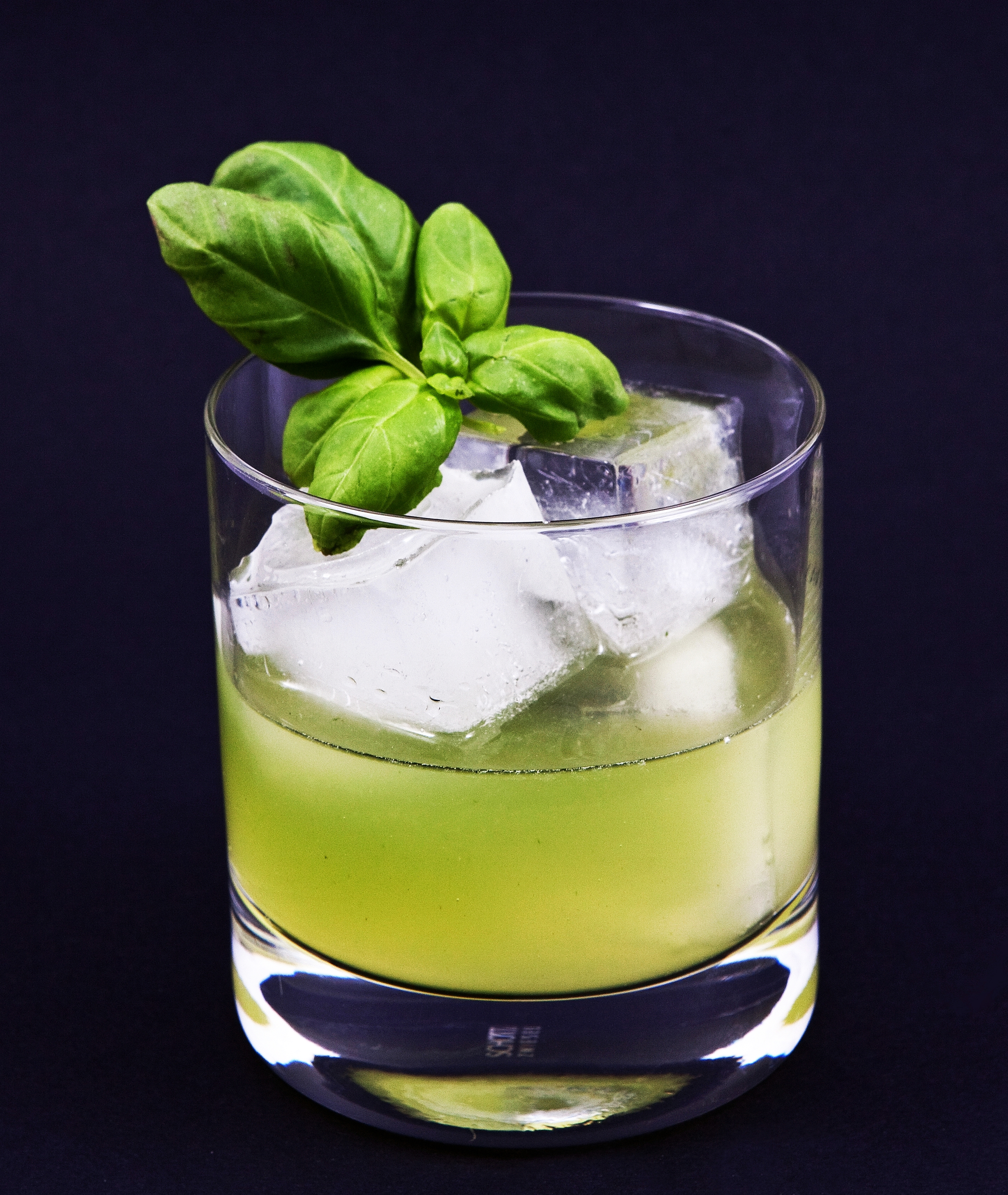
Gin Basil Smash
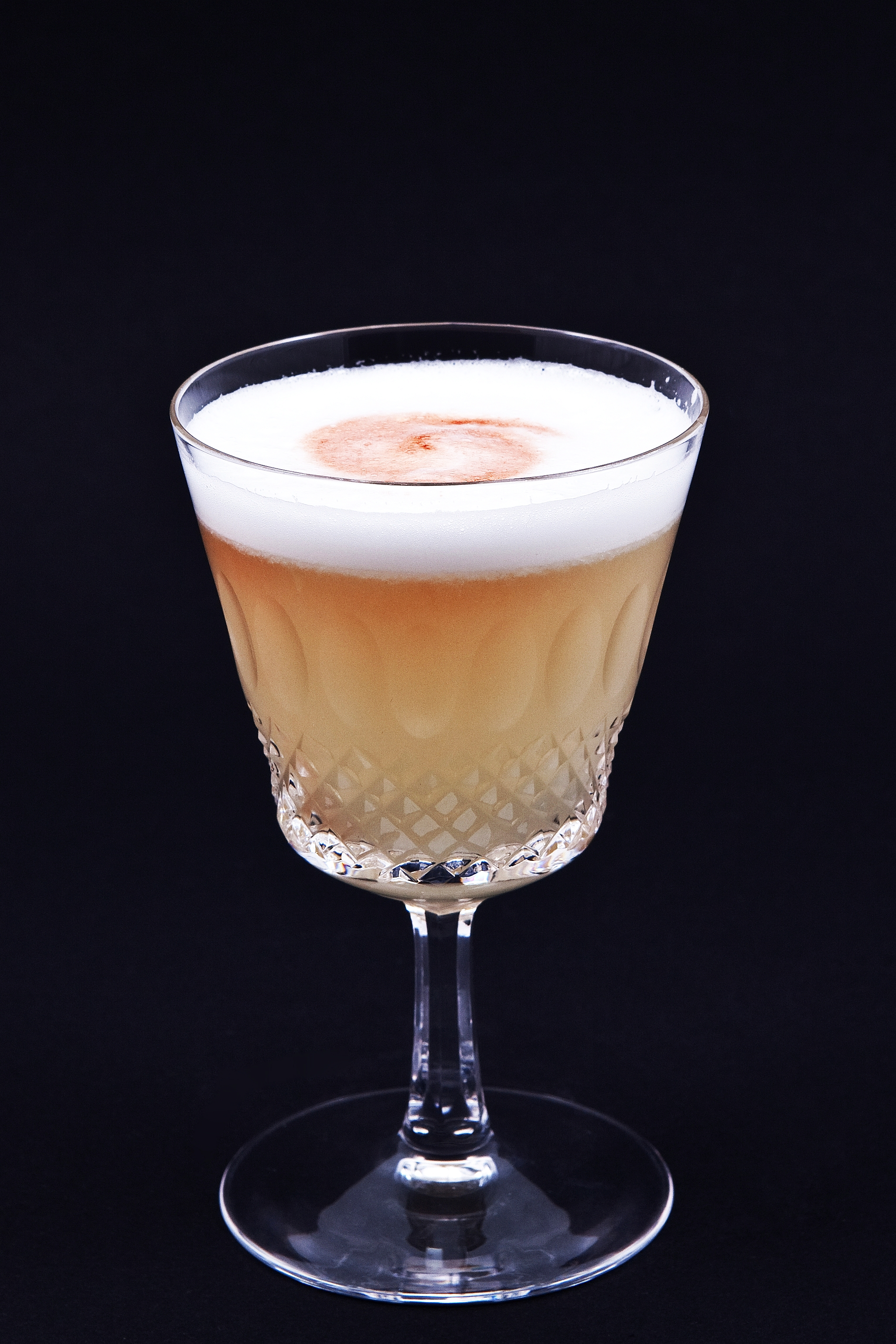
Pisco Sour
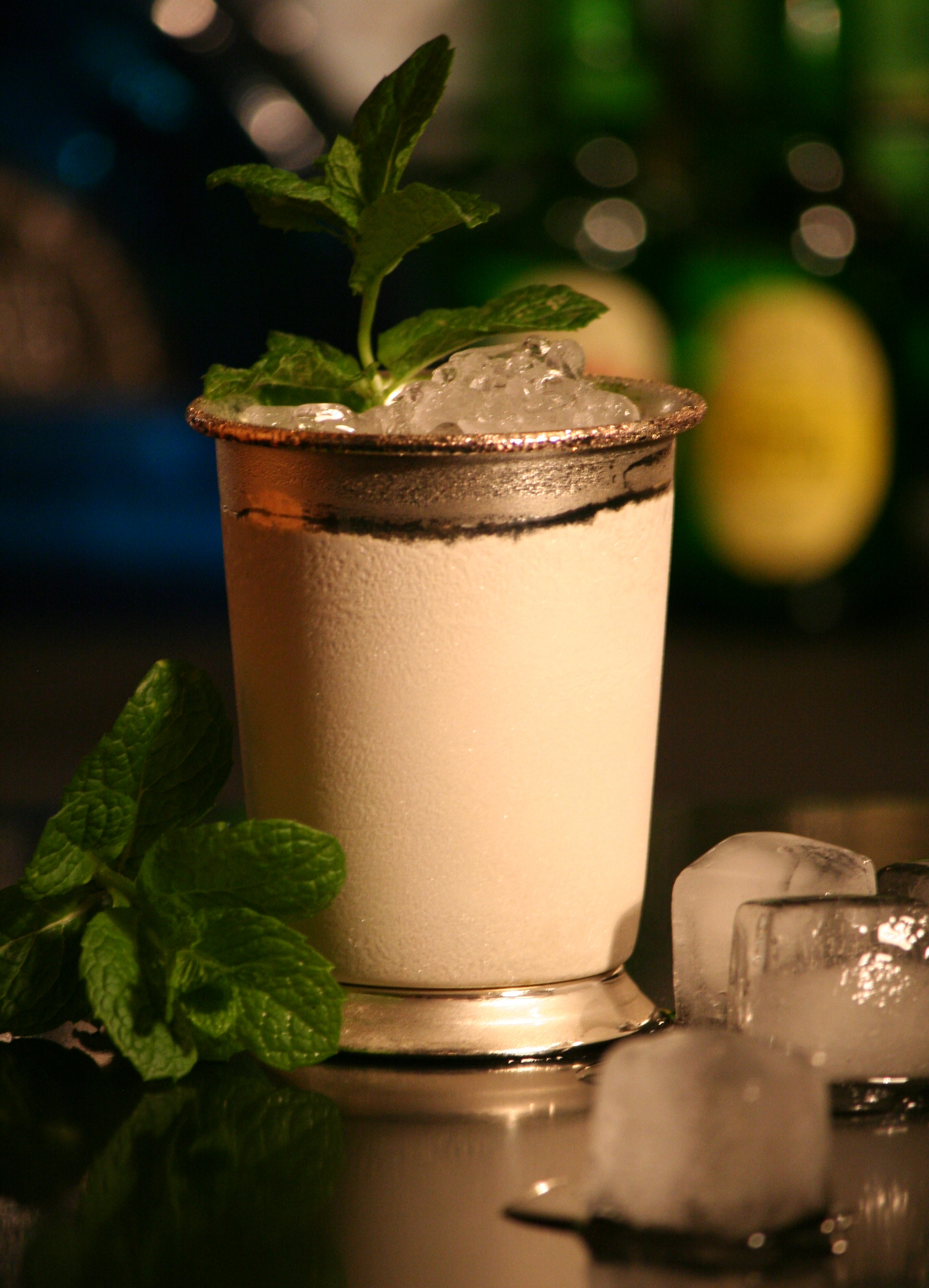
Mint Julep

## Rechtlicher Schutz
Zwar sind Rezepte grundsätzlich nicht urheberrechtlich geschützt, so dass auch Signature Drinks frei zubereitet und ihre Rezepturen dem Inhalt nach verbreitet werden dürfen. Dies bezieht sich allerdings nur auf die „Idee“ des Rezepts (Zutaten, Zubereitung), während die konkrete Gestaltung, beispielsweise in einem Buch, oder auch eine Rezeptsammlung in einer Datenbank als Zusammenstellung durchaus urheberrechtlichem Schutz unterliegen können.
Bei Signature Drinks können darüber hinaus Einschränkungen beim Namen des Cocktails bestehen, nämlich dann, wenn die Spirituosenmarke Namensbestandteil ist (Beispiel Aperol Spritz) oder sich der Hersteller den Namen des Signature Drinks als Marke rechtzeitig hat schützen lassen. Für bereits bekannte und etablierte Cocktails steht allerdings regelmäßig das Freihaltebedürfnis einem markenrechtlichen Schutz der Bezeichnung entgegen. Besteht im jeweiligen Land ein markenrechtlicher Schutz, so dürfen Wettbewerber die geschützte Bezeichnung nicht mehr frei nutzen und Gastronomen, die das Getränk nicht mit den Zutaten des Markeninhabers zubereiten, müssen den Cocktail unter einem anderen Namen anbieten. So konnte Bacardi bereits in den 1930er Jahren vor einem New Yorker Gericht durchsetzen, dass ein Bacardí-Cocktail in Bars nicht mit Rum-Sorten anderer Hersteller gemixt werden durfte. Gosling Brothers, die Eigentümer der Rum-Marke Gosling’s, haben ihren Signature Drink Dark ’n Stormy, den sie inzwischen auch fertig gemixt in Dosen anbieten, seit den späten 1970er Jahren in zahlreichen Ländern als Marke registriert, unter anderem auch als Gemeinschaftsmarke in der EU. Gosling Brothers gehen notfalls auch juristisch gegen Wettbewerber vor, die den Cocktail zwar unter dem geschützten Markennamen, jedoch mit Rum-Sorten anderer Hersteller anbieten oder bewerben. In den Vereinigten Staaten erreichte ein Spirituosenhersteller, der sich den Namen des bekannten Cocktails Painkiller als Marke gesichert hatte, im Jahr 2010 sogar, dass eine gleichnamige Bar sich umbenennen musste.